# Liste spanischer Sprichwörter
Spanische Sprichwörter (Dichos) mit deutscher Entsprechung oder Übersetzung

## A
- "A buen hambre no hay pan duro." – In der Not frisst der Teufel Fliegen.
- "A caballo regalado no le mires el diente." – Einem geschenkten Gaul sieht man nicht ins Maul.
- "A caballo regalado no se le miran los dientes." – Dem geschenkten Gaul schaut man nicht ins Maul.
- "A cabrón, cabrón y medio." – Auf einen Schelmen anderthalbe.
- "A cada cerdo le llega el San Martín." – Jedes Schwein wird einmal geschlachtet. – Jeder Missetäter bekommt seine Strafe.
- "A Dios rogando y con el mazo dando." – Gott hilft dem Tüchtigen.
- "A donde te quieren mucho no vengas a menudo." – Der Prophet gilt nichts im eigenen Land.
- "A la cama no te irás sin saber una cosa más." – Man lernt nie aus.
- "A mal tiempo se le combate con buena cara." – Gute Miene zu bösem Spiel.
- "A más doctores, más dolores." – Je mehr Ärzte, desto mehr Schmerzen./Viele Köche verderben den Brei.
- "A la muerte, ni temerla ni buscarla, hay que esperarla." – Den Tod braucht man weder zu fürchten noch zu suchen, man muss darauf warten.
- "A la mujer y a la guitarra, hay que templarla para usarla." – Eine Frau ist wie eine Gitarre, man muss sie erst stimmen/ihr Temperament zügeln, bevor man sie benutzen kann.
- "A lo dicho, hecho." – Gesagt, getan. – Butter bei die Fische!
- "A palabras necias oídos sordos." – Auf Durchzug schalten.
- "A pedir de boca." – nach Herzenslust
- "A poco pan, tomar primero." – Wenn's wenig gibt, nimm du zuerst.
- "A quien Dios no le dio hijos, el diablo le da sobrinos." – Wem Gott keine Kinder schenkt, dem gibt der Teufel Nichten und Neffen.
- "A quien madruga, Dios le ayuda." – Morgenstund' hat Gold im Mund.
- "A rey muerto, rey puesto." – Der König ist tot, es lebe der König.
- "A tal pregunta tal respuesta." – Wie die Frage, so die Antwort.
- "A todos les llega su momento de gloria." – Jeder findet sein Glück! – Jeder bekommt seinen großen Auftritt.
- "Adonde las dan, allí las toman." – Wo sie geben, da sie nehmen.
- "Agarrarse a un clavo ardiendo." – sich einen Rausch antrinken, sich betrinken
- "Al pan pan y al vino vino." – Die Dinge beim rechten Namen nennen. – Ross und Reiter nennen.
- "Alguien vendrá que te hará parecer bueno."  – Es kommt nichts Besseres nach.
- "Amor con hambre no dura." – Hungrige Liebe hält nicht.
- "Antes se pilla al mentiroso que al cojo." – Lügen haben kurze Beine.
- "Anunciar a bombo y platillo." – mit Pauken und Trompeten; für etwas die Werbetrommel rühren
- "Armarse la de dios." – Alles durcheinanderbringen

## C
- "Cada cabeza su mundo." – Jedem das seine.
- "Cada oveja con su pareja." – Gleich und Gleich gesellt sich gern.
- "Cambiar de chaqueta." – Sein Fähnchen nach dem Wind drehen.
- "Casa de Tócame Roque" – der Saftladen, Saustall
- "Como pez en el agua." – Wie ein Fisch im Wasser.
- "Como elefante en cristaleria." – Wie ein Elefant im Porzellanladen.
- "Cosecharás tu siembra." – Man erntet was man sät.
- "Crea fama y échate a dormir." – Ist der Ruf erst ruiniert, lebt es sich ganz ungeniert.
- "Cría cuervos, y te sacarán los ojos." – Wer Raben aufzieht, dem hacken sie die Augen aus. – Undank ist der Welt Lohn.
- "Cumplir algo a rajatabla." – um jeden Preis.

## D
- "Dar en el clavo" – es auf den Punkt bringen
- "Dar gato por liebre." – Jemanden übers Ohr hauen.
- "Dar jabón a alguien" –  jmdm. Honig ums Maul schmieren
- "Dar por zanjado un tema o discusión" – einen Streit beenden.
- "Darse humos" – sich wichtigmachen
- "De higos a brevas" – ab und an
- "De tal palo tal astilla." – Der Apfel fällt nicht weit vom Stamm.
- "Del dicho al hecho, hay mucho trecho." – Vom Wort zur Tat ist es ein langer Weg. – Reden und Tun ist zweierlei. – Leichter gesagt als getan.
- "De Madrid al cielo." – "Von Madrid aus in den Himmel."
- "Desde Madrid al cielo." – Nach Madrid ist nur der Himmel schöner.
- "Desde que el mundo es mundo." – Seit Anbeginn der Zeit.
- "De sopetón" – aus heiterem Himmel
- "Dicho y hecho." – Gesagt, getan.
- "Dime con quien andas y te diré quien eres." – Sage mir, mit wem du gehst, und ich sage dir, wer du bist.

## E
- "Echar leña/aceite al fuego." – Öl ins Feuer gießen.
- "El árbol no le deja ver el bosque." – Den Wald vor lauter Bäumen nicht sehen.
- "El hijo de la gata, ratones mata." – Wie der Vater, so der Sohn.
- "El mal escribano le echa la culpa a la pluma." – Der schlechte Schmied verflucht sein Eisen.
- "El que no llora no mama." – Ohne Fleiß kein Preis. – Von Nichts kommt nichts.
- "El que se va sin que lo echen vuelve sin que lo llamen." – Wer sich grundlos von dir abwendet, kommt irgendwann von allein zurück.
- "El saber no es poder, sin embargo el saber hacer sí es poder." – Wissen ist Wissen, Können ist Macht.
- "El saber no ocupa lugar." – Wissen schadet nichts.
- "Empezado el queso hay que comerlo." – Wer A sagt, muss auch B sagen.
- "En boca cerrada no entran moscas." – Reden ist Silber, Schweigen ist Gold.
- "En casa de herrero, cuchillo de palo." – Des Schusters Frau muss in geflickten Schuhen gehen. – Der Schneider hat keine Kleider. – Eulen nach Athen tragen. – Der Schuster trägt immer die schlechtesten Stiefel.
- "En cien años todos calvos." – Alles hat ein Ende. – Nichts ist für die Ewigkeit.
- "En el país de los ciegos, el tuerto es el rey." – Im Land der Blinden ist der Einäugige König.
- "En todas partes cuecen habas." – Es wird überall mit Wasser gekocht.
- "Entre col y col lechuga." – Abwechslung muss sein.
- "Escurrir el bulto." – seinen Kopf aus der Schlinge ziehen
- "Estar como unas Pascuas" – überglücklich sein
- "Estar en ascuas" – Auf glühenden Kohlen sitzen.
- "Estar manga por hombro." – Wie bei Hempels unterm Sofa.

## G
- "Gato escaldado del agua fría huye." – Das gebrannte Kind scheut das Feuer.

## H
- "Hablando del rey de Roma, por la puerta se asoma." – Wenn man vom Teufel spricht, ist er nicht weit.
- "Hablando de Roma, el burro se asoma." – Wenn man vom Teufel spricht, ist er nicht weit.
- "Hacer algo en un santiamén." – im Nu
- "Hacer la vista gorda." – bei Etwas ein Auge zudrücken – beide Augen zudrücken
- "Hacérsele a uno la boca agua." – jmdm. läuft das Wasser im Mund zusammen
- "Hacer su agosto." – Seine Schäfchen ins Trockene bringen.

## J
- "Jamás cerró una puerta Dios, sin abrirse dos." –  Niemals hat Gott eine Tür geschlossen ohne zwei andere zu öffnen.

## L
- "La guapa desea la suerte de la fea." – Die Schöne wünscht sich das Glück der Hässlichen.
- "Las cosas más importantes no son cosas." – Die wichtigsten Sachen sind keine Sachen.
- "La última gota hace rebasar el vaso." – Der Tropfen bringt das Fass zum Überlaufen.
- "Lo más importante no se ve con los ojos sino con el corazón." – Man sieht nur mit dem Herzen gut. – Das Wesentliche ist für die Augen unsichtbar.
- "Lo que no mata te hace más dura" – Was dich nicht umbringt, macht dich härter.
- "Lo puedes decir mas alto, pero no mas claro." – Das kannst du laut sagen.
- "Los muertos que vos matáis gozan de buena salud." – Totgesagte leben länger.

## M
- "Mi casa es su casa" – Fühlen Sie sich wie Zuhause.
- "Machacando se aprende el oficio." – Übung macht den Meister.
- "Mañana otro gallo cantará." – Morgen ist ein neuer Tag.
- "Más vale llegar a tiempo que en convidado." – Besser zu früh als zu spät.
- "Más vale pájaro en mano que ciento volando." – Lieber den Spatz' in der Hand als die Taube auf dem Dach.
- "Matar dos pájaros de un tiro." – Zwei Fliegen mit einer Klappe schlagen.
- "Meterse la camisa de once varas." – Sich selber in die Scheiße reiten.
- "Muchos cocineros dañan la comida." – Zu viele Köche verderben den Brei.

## N
- "Nacer con estrella" – ein Glückskind sein
- "Nada creas sino lo que veas." – Niemand glaubt an das, was er nicht mit eigenen Augen gesehen hat.
- "Nadie se muere hasta que Dios quiere." – Niemand stirbt, bis es Gott will.
- "Nadie hable mal del día hasta que la noche llegue." – Man soll den Tag nicht vor dem Abend loben.
- "Nadie nace con el manual bajo el brazo." – Niemand wird als Meister geboren.
- "Ni corto ni perezoso" – ohne (lange) zu fackeln
- "No entiendo ni papa" – Ich verstehe nur Bahnhof!
- "No es oro todo lo que reluce." – Es ist nicht alles Gold, was glänzt.
- "No hay mal que por bien no venga." – Alles Schlechte hat auch seine gute Seite.
- "No hay quinto malo." – Es ist noch kein Meister vom Himmel gefallen.
- "No hay rosas sin espinas." – Keine Rose ohne Dornen.
- "No hay sábado que pase ni puta que se case." – Irgendwann kommt einmal der Ernst des Lebens.
- "No pierde el norte." – Das Ziel vor den Augen nicht verlieren.
- "No saber de la misa la media." – von Tuten und Blasen keine Ahnung haben
- "No se ganó Zamora en una hora." – Rom ist auch nicht an einem Tag erbaut worden.
- "No se hizo la miel para la boca del asno." – Perlen vor die Säue werfen.
- "Nuestro pan de cada día." – Das alltägliche. – Der Alltag. – Die Routine.

## O
- "Ojo por ojo, diente por diente." – Auge um Auge, Zahn um Zahn.
- "Ojos que no ven, corazón que no siente." –  Aus den Augen aus dem Sinn. – Was das Auge nicht sieht, dass das Herz nicht fühlt. – Was Sie/Er nicht weiß, macht Sie/Ihn nicht heiß.

## P
- "Pan comido." – Kinderspiel. – Ist doch ein Klacks.
- "Pereza, llave de pobreza." – Armut ist der Faulheit Lohn. – Ohne Fleiß kein Preis.
- "Perro ladrador, poco mordedor." – Hunde, die bellen, beißen nicht.
- "Poco veneno no mata, nomás ataranta." – Was dich nicht umbringt, macht dich stark.
- "Poner a alguien de hoja perejil." – kein gutes Haar an jemandem lassen

## Q
- "Quedarse de una pieza" – jmd. die Sprache verschlagen
- "Quedarse frito." – verschlafen
- "Querer es poder." – Wollen ist Können. Wer will, der kann. Wo ein Wille ist, ist auch ein Weg
- "Quien a buen árbol se arrima, buena sombra le cobija." – hohe Bäume werfen lange Schatten
- "Quien bien oye, bien responde." – Wer gut zuhört antwortet gut.
- "Quien no se arriesga, no gana." –  Wer nicht wagt, der nicht gewinnt.
- "Quien no grita, no mama." – Wer nicht schreit bekommt auch keine Nahrung.
- "Quien se acuesta con niños, mojado se levanta." – Wer sich mit Kindern schlafen legt, wacht nass auf. – Umgib Dich mit den falschen Personen, und Du nimmst Schaden.
- "Quien se pica, ajos come." –  getroffene Hunde bellen (wer sich getroffen fühlt, der melde sich)
- "Quien va a Sevilla pierde su silla." – Weggegangen – Platz vergangen.
- "Quien viaja mucho tiene pocas relaciones." – Wer viel reist hat wenig Freunde.

## R
- "Robando a Pedro para pagar a Pablo." – Von Hinz nehmen, um Kunz zu geben.
- "Roma no se hizo en un día." – Rom wurde nicht an einem Tag erbaut.

## S
- "Saber algo al dedillo" – etwas auswendig können
- "Salirse con la suya" – seinen Kopf durchsetzen
- "Secreto entre mujeres, secreto no es." – Ein Geheimnis unter Frauen ist kein Geheimnis mehr.
- "Ser de armas tomar." – Haare auf den Zähnen haben, nicht mit sich spassen lassen
- "Ser pájaro de mal agüero." – ein Unglücksrabe sein
- "Ser uña y carne." – ein Herz und eine Seele sein, wie Pech und Schwefel zusammenhalten
- "Ser un pez gordo." – ein dicker Fisch sein, eine ganz große Nummer sein
- "Sin ton ni son" – mir nichts, dir nichts
- "Si quieres el perro, acepta las pulgas." – Wer den Hund möchte, muss die Flöhe akzeptieren.
- "Si te he visto no me acuerdo." – Undank ist der Welten Lohn.

## T
- "Tener malas pulgas." –  schlecht drauf sein
- "Tirar la casa por la ventana." – auf den Putz hauen
- "Tirar la toalla" – das Handtuch werfen
- "Todo lo que va, vuelve." – Wie man in den Wald hineinruft, so schallt es heraus.
- "Traer cola." – Folgen nach sich ziehen
- "Tomar el pelo a alguien." – Jemanden auf den Arm nehmen
- "Tonto el último." – Den Letzten beißen die Hunde.

## V
- "Vivir al día." – in den Tag hinein leben; von der Hand in den Mund leben

## Weiterführende Weblinks
- Sprichwortsammlung von Gestialba (nur Spanisch)
- Sprichwortsammlung von Justo Fernández López (Spanisch mit deutschen Entsprechungen/Übersetzungen)